# إيتيان مارسلان غرانييه بلان
ايتيانْ مَارْسُلاَنْ غْرَانْيِيهْ بْلاَنْ (بالفرنسية: Étienne Marcellin Granier-Blanc)‏، أو كما يُكَنَّى الأَخ سِينَّانْ (بالفرنسية: Frère Sennen)‏، كان راهباً تابعاً لرهبانية إخوة المدارس المسيحية وعَالِمَ نباتٍ ومستكشفاً فرنسياً، وُلد عام 1861 وتوفي عام 1937.